# Festival International de Chant Choral de Nancy
Das Festival International de Chant Choral de Nancy (deutsch Internationales Chorfestival Nancy) ist ein internationales Chorfestival, das seit 1979 alle zwei Jahre in der französischen Stadt Nancy stattfindet. Es wird das nächste Mal im Mai 2024 veranstaltet.
Die Idee eines regelmäßigen stattfindenden Festivals entstand 1979, als drei Chöre aus Nancy gemeinsame Jubiläumsfestivitäten veranstalten und sechs Chöre aus dem benachbarten Ausland zu dieser Gelegenheit einlud. Innerhalb der ersten zehn Jahre konnten Chöre aus Osteuropa, der Sowjetunion, den USA und Kanada sowie Lateinamerika für eine Teilnahme gewonnen wird.
Die 24. Ausgabe des Festivals im Jahr 2007 wurde von mehr als 40.000 Besuchern innerhalb der vier Festivaltage besucht.